# Valeriy Shomin
Valeri Kimovitch Chomine (en russe : Валерий Кимович Шомин, en anglais : Valeriy Shomin), né le 31 juillet 1981 à Moscou (URSS), est un tireur sportif russe. 
Quinzième dans l'épreuve de skeet lors des Jeux olympiques de 2008 et dix-neuvième lors des Jeux olympiques de 2004, le tireur russe remporte en 2010 la médaille d'or dans la même épreuve lors des Championnats du monde de tir, après avoir remporté la médaille d'argent en 2002 et en 2006. 
Il termine à la quatrième place du skeet aux Jeux olympiques de 2012 à Londres.